# Leishmania braziliensis
Leishmania braziliensis é uma espécie de protozoário flagelado da família Trypanosomatidae. A espécie é o agente etiológico da leishmaniose mucocutânea do Novo Mundo. Está classificada no subgênero Viannia.
A espécie foi descrita em 1911 por Gaspar Vianna como Leishmania braziliensis.